# ローズランド (映画)
『ローズランド』（Roseland）は1977年のアメリカ合衆国の映画。
ニューヨークの老舗ダンスホール「ローズランド」を舞台にした3つの短編からなるアンソロジー映画（オムニバス）。

## ストーリー

### ワルツ
亡夫との思い出だけに生きていた初老の未亡人が、夫とは正反対のタイプの男性との交流を通して心を解放する姿を描く。

### ハッスル
夫に離縁されて自立を余儀なくされている女性と、裕福な未亡人の情夫であるジゴロの男性との恋の顛末を描く。

### ピーボディ
ピーボディ大会での優勝を夢見て特訓を重ねていた老婦人が、大会前に急死したダンスパートナーとの思い出を語る姿を描く。

## キャスト

### ワルツ
- メイ - テレサ・ライト： 初老の未亡人。頭の中は常に亡夫エディのことだけ。
- スタン - ルー・ジャコビ： 風変わりなメイに想いを寄せるようになる初老の男性。
- 司会者 - ドン・デ・ナテイル： ダンスパートナーも務める色男。

### ハッスル
- マリリン - ジェラルディン・チャップリン： 離婚して求職中の女性。
- クリオ - ヘレン・ギャラガー： ベテランのダンス教師。ローズランドでも教えている。
- ポーリーン - ジョーン・コープランド： 裕福な未亡人。マリリンの友人。
- ラッセル - クリストファー・ウォーケン： ジゴロ。ポーリーンの情夫。
- ジョージ - コンラッド・ジャニス： ジゴロ。かつてはプロのダンサーを目指していた。
- ベラ - ジェイン・ヘラー： ジョージを情夫にしている裕福な女性。

### ピーボディ
- ローザ - リリア・スカラ： ピーボディ大会での優勝を夢見ている老婦人。
- アーサー - デヴィッド・トーマス； ローザのダンスパートナー。ローザを愛している。
- バーテンダー - エドワード・コーガン： ローザの話し相手。